# Caylus (Spiel)

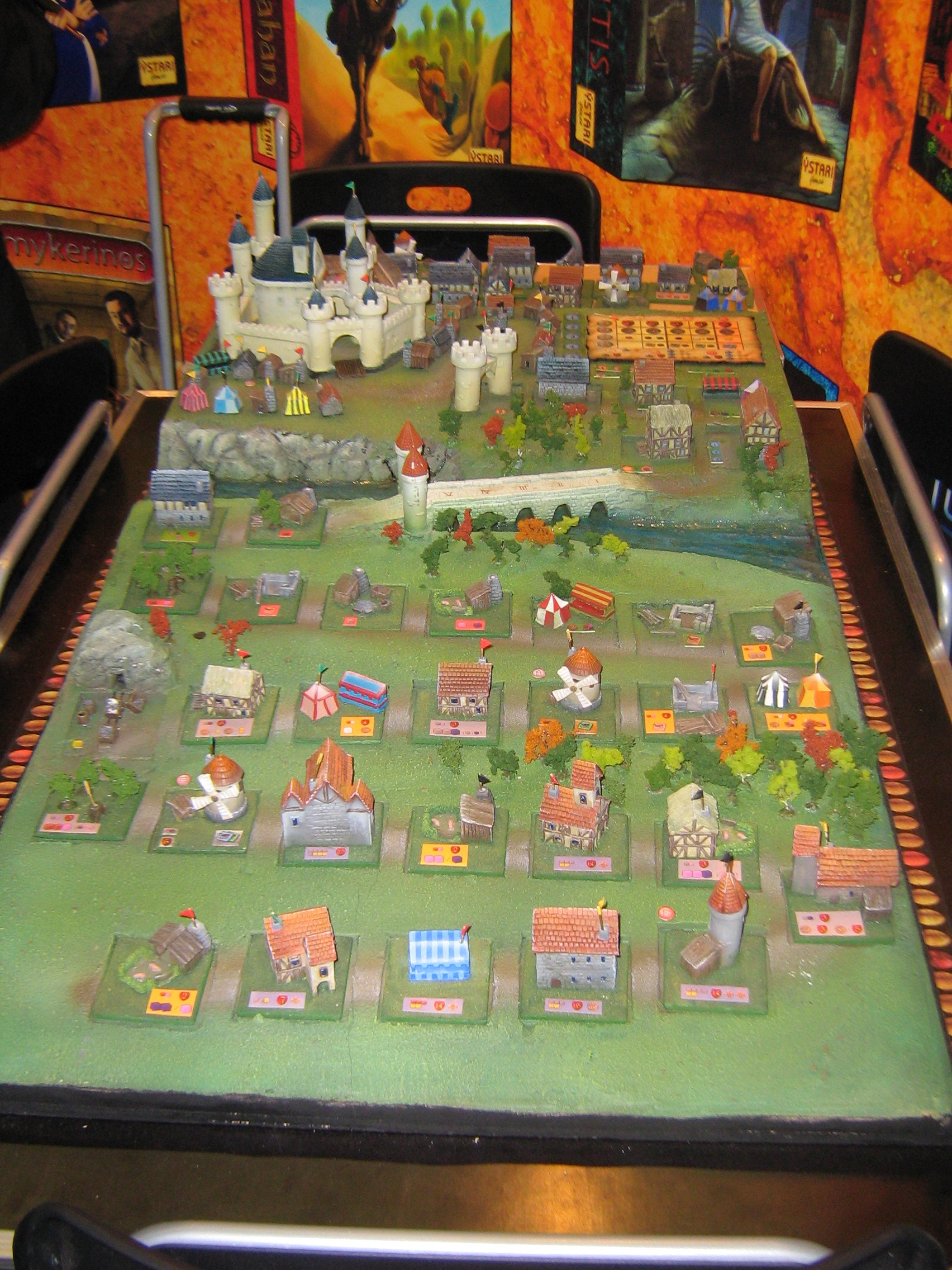
3-D-Version auf der Spiel 2007

Caylus ist ein Brettspiel für zwei bis fünf Personen. Es wurde von dem französischen Spieleautor William Attia entwickelt, die Grafik erstellte Arnaud Demaegd.
Das Spiel ist im Herbst 2005 im französischen Kleinverlag Ystari Games erschienen. In Deutschland wird es zusammen mit HUCH! & friends verlegt und von der Firma Hutter Trade vertrieben.
Caylus wurde von der Spiel-des-Jahres-Jury im Jahre 2006 mit dem Sonderpreis „Komplexes Spiel“ ausgezeichnet und erhielt den Deutschen Spielepreis. Im gleichen Jahr war es eins der vier Spiele auf der europäischen Brettspielmeisterschaft.

## Spielausstattung
- 1 Spielplan
- 1 Seneschall (weißer Zylinder) und 1 Vogt (weiße Scheibe)
- 30 Münzen mit dem Wert 1 Denar und 10 Münzen mit dem Wert 5 Denar
- 30 Arbeiter (je 6 Zylinder in den Farben Blau, Rot, Grün, Orange und Schwarz)
- 100 Häuser (20 pro Farbe Blau, Rot, Grün, Orange und Schwarz)
- 35 Markierungsscheiben (7 pro Farbe Blau, Rot, Grün, Orange und Schwarz)
- 140 Rohstoffe (je 30 kleine Würfel in den Farben Rosa, Violett, Braun und Grau, sowie 20 in Gelb)
- 40 Gebäudeplättchen (6 Neutrale, 8 Holzbauten, 9 Steinbauten, 8 Bürgerhäuser, 9 Prunkbauten)
- eine Spielregel.

Seneschall, Vogt, die Arbeiter, Häuser sowie die Rohstoffe und Markierungscheiben sind aus Holz gefertigt, die restlichen Spielutensilien aus festem Karton.

## Spielablauf
Caylus ist ein Strategiespiel für zwei bis fünf Spieler. Die Spieldauer beträgt zwei bis drei Stunden. Eine Zufallskomponente gibt es bis auf die Startaufstellung der ersten Gebäude nicht. Überraschungen bieten bestenfalls die Unwägbarkeiten im Vorgehen der Mitspieler.
Eine Spielrunde hat jeweils sieben Phasen. In der ersten Phase wird das Einkommen der Mitspieler geregelt. 
In der zweiten Phase setzen die Spieler reihum ihre Arbeiter ein, dabei gibt es vier Möglichkeiten: Man kann am Schloss des Königs mitbauen, man kann auf ein freies Gebäude setzen um dessen Funktion (Warenproduktion, Gebäudebau, Warenverkauf/tausch) zu nutzen oder man setzt ihn auf ein Spezialgebäude, welches spezielle Funktionen bietet, z. B. die Spielerreihenfolge verändert. Zudem kann man auch passen, wenn man nicht alle Arbeiterfiguren in dieser Spielrunde einsetzen will oder kann. Dies erhöht die Kosten der Mitspieler für das weitere Einsetzen von Arbeitern, da diese einen Geldbetrag zahlen, der mit der Anzahl der bereits gepassten Spieler stetig steigt. Der erste Spieler, der passt, bekommt auch noch einen Denar von der Bank. Nachteil ist, dass man in der Phase vier als erster agieren muss und damit den geringsten Einfluss auf den Vogt hat. Diese interaktivste Phase im Spiel endet, wenn alle Spieler gepasst haben oder keiner mehr einsetzen kann. Diese Einflussnahme muss allerdings mit Spielgeld bezahlt werden. Das lohnt sich meistens nicht, außer wenn man jemand, der vorne liegt, stoppen möchte.
In der dritten Spielphase werden gegebenenfalls Spezialgebäude aktiviert. Diese bieten besondere Funktionen, die von den zuvor errichteten normalen Gebäuden deutlich abweichen.
In der vierten Spielphase wird der Vogt bewegt. Dessen Standplatz bestimmt, bis zu welchem Gebäude die eingesetzten Arbeiter aktiviert werden. Mittels des Vogtes haben die Mitspieler die Möglichkeit, Arbeiter von anderen Spielern quasi „ins Abseits“ zu stellen, so dass diese nicht gewertet werden. Zudem hat die „Vogtplatzierung“ Einfluss auf das Weiterziehen des Seneschalls und damit auf die Gesamtspielrundenzahl. 
In der Phase fünf werden dann die Gebäude in der Reihenfolge aktiviert, in der sie an der Straße gebaut wurden. Waren oder Geld, welches man erhält, ist dabei sofort verfügbar (z. B. Ein Spieler aktiviert den Bauernhof und erhält zwei Nahrung, als Nächstes aktiviert er den  Markt und verkauft die Nahrung und erhält Geld dafür). Sind alle Arbeiter aktiviert, die „hinter“ dem Vogt auf den Gebäudefeldern stehen, endet diese Phase. Die Arbeiter, auch die nicht Gewerteten, gehen zurück an die Spieler. 
Die Phase sechs bringt den Schlossbau. Dieser ist wichtig, um in den Nutzen der Gunst des Königs zu kommen, zudem sind Anteile am Schloss wichtig für die Endabrechnung. 
In der letzten Spielphase wird der Seneschall gezogen. Dieser rückt immer weiter vom Schloss weg und regelt das Spielende. Er rückt mindestens ein Feld weiter, kann aber auch zwei Felder vorrücken, wenn der Vogt „vor ihm“ steht. Ist der Seneschall gezogen, so wird der Vogt auf dasselbe Feld gestellt.
Hat der Seneschall eines der Abrechnungsfelder erreicht oder ist ein Bauabschnitt der Burg fertiggestellt worden, werden die Gebäudeteile des Schlosses abgerechnet. Danach beginnt die Spielrunde wieder bei Phase 1, es sei denn durch Erreichen der dritten Abrechnung endete das Spiel.

## Spielziel
Durch das Bauen von neuen Gebäuden und Teilen des Schlosses sowie dem Erhalt königlicher Gunstbeweise versucht jeder Spieler so viele Prestige-/Siegpunkte wie möglich zu erhalten. Gewinner ist, wer am Ende die meisten Siegpunkte gesammelt hat. Der aktuelle Spielstand wird über eine Kramerleiste stetig angezeigt und laufend im Spielfluss aktualisiert.

## Neuauflagen
Aufgrund einiger Kundenbeschwerden wurde kurz nach Herausgabe von Caylus diese Version überarbeitet, da im Spielplan einige Farbunterscheidungen nur sehr schwer zu erkennen waren. Zudem wurden die Münzen, in der ersten Version Kunststoff-Chips, durch Pappmünzen ersetzt. Die Kunststoffchips waren farblich und größenmäßig kaum voneinander zu unterscheiden.
Inzwischen ist auch eine limitierte Sonderauflage von Caylus erschienen.

## Weitere Versionen
Caylus Magna Carta ist die 2007 erschienene Kartenversion von Caylus.